# Johann Friedrich Götz
Johann Friedrich Götz (amtlich mit Namensbeizeichen Johann Friedrich II. Götz) (* 21. Dezember 1820 in Neckarsteinach; † 15. Dezember 1892 ebenda) war ein deutscher Unternehmer, Industrieller, Steinhändler und mehrfacher Steinbruchbesitzer im hessischen und badischen Neckartal sowie Schifffahrtsunternehmer.

## Herkunft und Familie
Johann Friedrich II. Götz entsprang der aus Sinsheim stammenden Familie Götz, die durch seinen gleichnamigen Großvater den Gasthofbesitzer Zur Harfe seit 1791 in Neckarsteinach ansässig ist und für deren Aufstieg im Sektor der Binnenschifffahrt er als mehrfacher Steinbruchbesitzer, Steinhändler in der Steinindustrie und Schiffermeister in der Steinschifffahrt den Grundstein legte. Die Familie Götz avancierte zu einer der bedeutendsten Dynastien der Schifffahrt am Neckar zu deren Wirtschaftsgeschichte sie genauso beitrug wie zur Historie der Schifffahrt selbst.
Er wurde als ältester von vier Söhnen des Metzgermeisters Christian Götz (1783–1841) geboren und ehelichte im Jahr 1850 die aus Neckarhausen stammende Eve Katherine Krieger (1826–1910), älteste Tochter des Erbbeständers, Gerichtsmanns, Gemeinderats und großherzoglich-hessischen Beigeordneten Daniel Krieger (1801–1877). Dieser Ehe entsprangen zehn Kinder, von denen sieben das Erwachsenenalter erreichten.
Über seinen Sohn Ludwig Friedrich (1865–1922) war er der Großvater der beiden Schifffahrtsunternehmer, Begründer der Motorgüterschifffahrt im Neckarraum und Pioniere der Deutschen Binnenschifffahrt Ludwig (1887–1955) und Jakob Götz (1890–1977), die 1920 auf Basis des großväterlichen Steinschifffahrtsunternehmens die Ludwig und Jakob Götz oHG gründeten. Durch seine Tochter Sibylla Luise (1854–1885) war er zudem der Großvater der beiden Schifffahrtsunternehmer sowie Pioniere der Passagierschifffahrt am Neckar Georg (1881–1946) und Andreas Boßler (1884–1961) wie weiterhin der Urgroßvater des Schifffahrtsunternehmers Herbert Bossler (1907–1999).

## Steinschifffahrt

### Steinbrüche

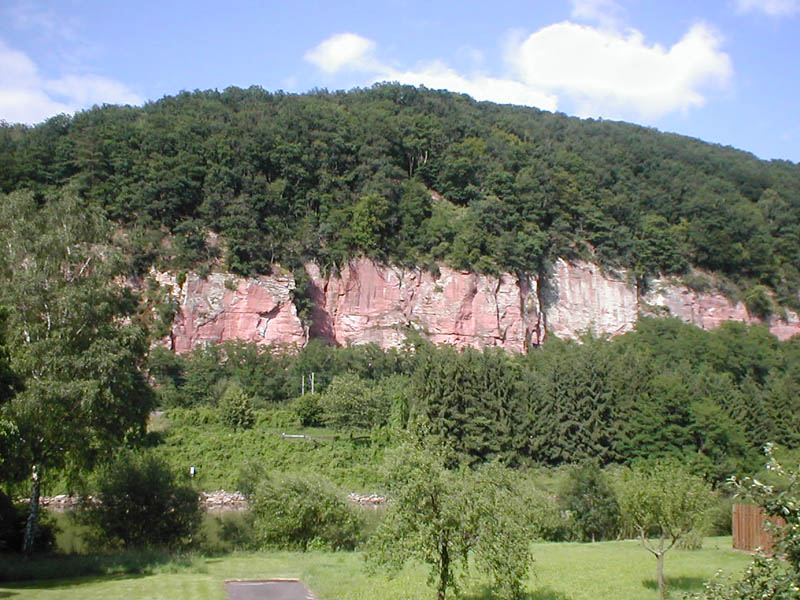
Steinbruch Grenze gegenüber von Pleutersbach bei Eberbach

Johann Friedrich II. Götz besaß folgende Steinbrüche im Neckartal auf badischem sowie hessischem Gebiet:
- Reiterberg oberhalb von Neckargemünd
- Steinbruch in der Mossklinge, 5 km unterhalb von Eberbach
- Grenze gegenüber von Pleutersbach
- Brombacher Wasser in Hirschhorn

Die in den götzschen Steinbrüchen des Johann Friedrich II. Götz gewonnenen Steine wurden klassifiziert und so für verschiedene Verwendungszwecke eingeteilt. Steinmaterial der ersten Güteklasse, sogenannte Rollsteine, wurde für den Wasserbau am Rhein und seinen Nebenflüssen verwendet sowie als Pflastersteine zur Befestigung der Uferböschungen am Neckar. Steinmaterial der zweiten Güteklasse fand als Baumaterial für Hafenanlagen Verwendung. Durch ihre Vielseitigkeit wurden diese Steine als Mauersteine bezeichnet. Steinmaterial der dritten Güteklasse wurde ohne weitere Bearbeitung so genutzt, wie es in den Steinbrüchen gebrochen wurde. Die Steinbrüche wurden von je 10 bis 20 Tagelöhnern und kleineren Landwirten bewirtschaftet. Die Arbeit ruhte somit meist während der Erntezeiten, da die beschäftigten Landwirte in dieser Phase mit der Erbringung ihrer Ernte ausgelastet waren. Die Brüder Ludwig und Jakob Götz führten die Steinbrüche fort und erwarben noch weitere hinzu. Die aus den götzschen Steinbrüchen gebrochenen Steine wurden darüber hinaus beim Bau der BASF-Säurekanäle verwendet.

### Winterhafen
Johann Friedrich II. Götz war zudem federführend an den seit den 1870er Jahren geführten Verhandlungen zum Bau eines Winterhafens in Neckarsteinach beteiligt, der schließlich 1892 durch die Baufirma Grün & Bilfinger aus Mannheim fertiggestellt wurde.
Der Winterhafen ersetzte den Platz Baumgarten in Neckarsteinach, der im Winter dazu genutzt wurde, die Schiffe zu schleifen, sie also vor der Vereisung zu bewahren. Der fertiggestellte Winterhafen bot auch den in der Steinindustrie eingesetzten Lastkähnen des Johann Friedrich II. Götz einen Lageplatz. Er konnte insgesamt 50 Lastschiffen einen Standort zur Überwinterung bieten und wurde bis ins Jahr 1930 genutzt.

## Rheinbegradigung

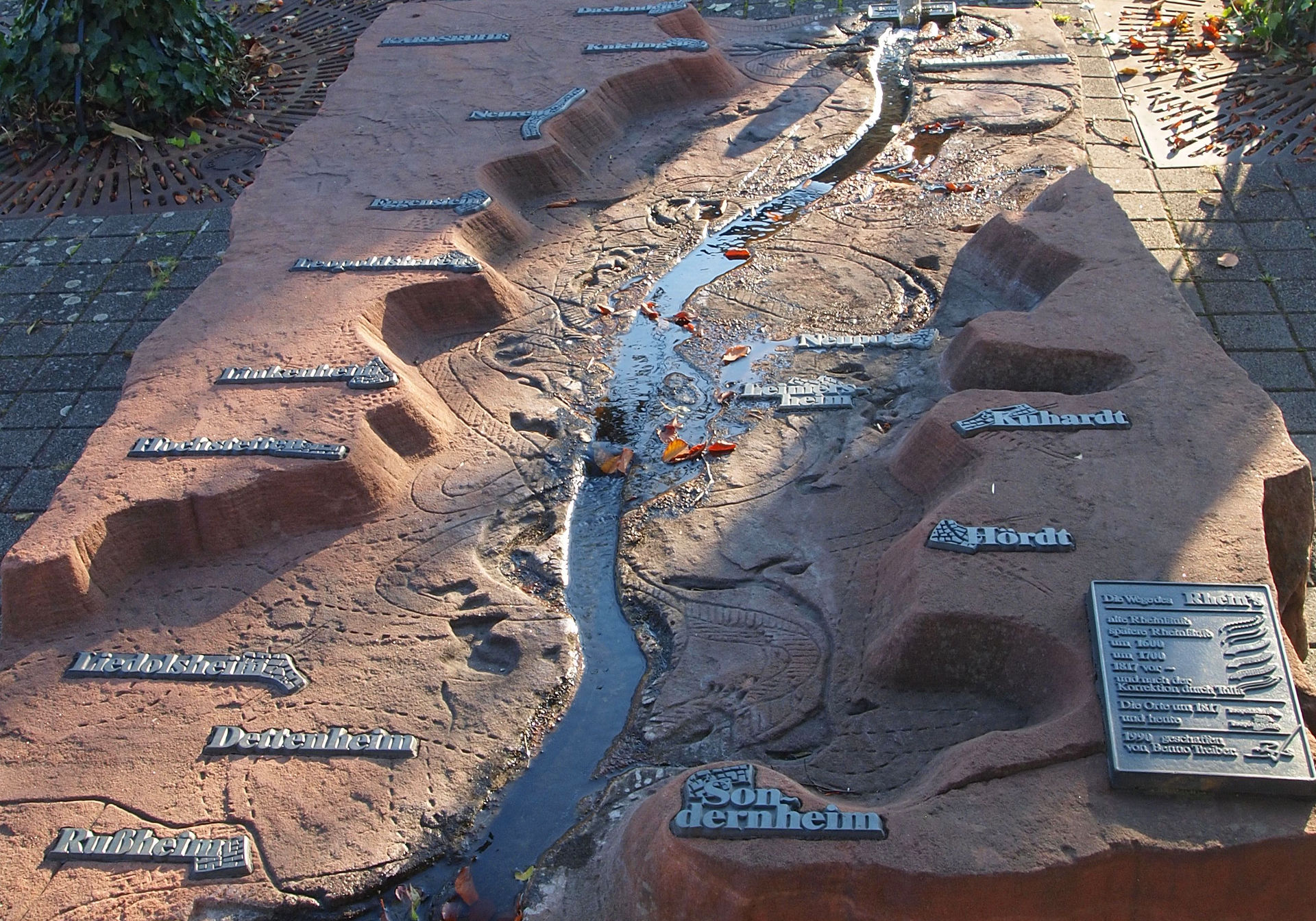
Das Denkmal Die Wege des Rheins in Leopoldshafen erinnert an die Korrektur des Flusses nach Plänen Tullas für die Johann Friedrich II. Götz Steine lieferte

Das Steinschifffahrtsunternehmen des Johann Friedrich II. Götz war außerdem an der von Johann Gottfried Tulla geplanten Oberrheinregulierung beteiligt. Die mit Steinen aus den götzschen Steinbrüchen beladenen Lastkähne wurden bis nach Plittersdorf in der Nähe von Karlsruhe geschleppt, um im Anschluss manuell durch Arbeitskräfte entladen zu werden.
Die Konkurrenzfähigkeit der Steine aus den Steinbrüchen des Johann Friedrich II. Götz war nur bis Karlsruhe gegeben, da weiter rheinaufwärts der Granit aus den Steinbrüchen des Schwarzwaldes für die Begradigungsarbeiten des Flusses genutzt wurde. Die Abschnitte der Bauarbeiten für die Rheinregulierung, welche beliefert wurden, wechselten dennoch.